# 397
Năm 397 là một năm trong lịch Julius.

## Mất
- 4 tháng 4—St. Ambrose, linh mục Milano
- 11 tháng 11—Saint Martin of Tours, bishop and monk
- Murong Hui
- Murong Long
- Empress She